# 川根本町
川根本町（日语：／ Kawanehon chō */?）為位于靜岡縣中部的町。設立于2005年9月20日，由榛原郡的中川根町與本川根町合并而成。